# Bologna
Bologna [bolónja] (emiljansko/bolonjsko Bulåggna [bulánja], latinsko Bononia), nestandardizirano slovensko Bolonja) je mesto s skoraj 400.000 prebivalci v severni Italiji, v Padski nižini ob vznožju Apeninov. Je sedež italijanske dežele Emilija - Romanja in metropolitanskega mesta Bologna z okoli milijonom prebivalcev. Leži v nižini med reko Pad in Apenini.
Prvotno etruščansko mesto je bilo stoletja pomembno urbano središče, najprej pod Etruščani (ti so ga imenovali Felsina), nato pod Kelti kot Bona, pozneje pod Rimljani (Bonōnia), nato spet v srednjem veku, kot svobodna občina in kasneje sinjorija, ko je bilo po številu prebivalcev med največjimi evropskimi mesti. Bologna, znana po svojih stolpih, cerkvah in dolgih portikih, ima dobro ohranjeno zgodovinsko središče, zahvaljujoč skrbni politiki obnove in ohranjanja, ki se je začela konec 1970-ih. Mesto ima najstarejšo neprekinjeno delujočo univerzo, Univerzo v Bologni (Alma Mater Studiorum), ustanovljeno leta 1088, zato je v njem veliko število študentov, kar mu daje svetovljanski značaj. Leta 2000 je bilo razglašeno za evropsko prestolnico kulture, leta 2006 pa za Unescovo »mesto glasbe« in postalo del mreže kreativnih mest. Leta 2021 je UNESCO priznal dolge portike mesta kot svetovno dediščino.
Bologna je pomembno kmetijsko, industrijsko, finančno in prometno središče, kjer imajo sedeže mnoga velika strojna, elektronska in živilska podjetja ter eden največjih stalnih sejmov v Evropi. Po zadnjih podatkih, ki jih je zbral Evropski regionalni indeks gospodarske rasti (E-REGI) iz leta 2009, je Bologna prvo italijansko mesto in 47. evropsko mesto po stopnji gospodarske rasti.
V Bologni je tudi oddelek - "kampus" ameriške Univerze Johnsa Hopknisa s sedežem v Baltimoru. V Bologni je tudi sedež rimskokatoliške Nadškofije Bologna, katere nadškof in metropolit je tradicionalno tudi kardinal, ki predstavlja celotno Emilijo - Romanjo.

## Zgodovina

### Antika in srednji vek
Sledi človekovega bivanja na območju Bologne segajo v 3. tisočletje pr. n. št., s pomembnimi naselbinami iz približno 9. stoletja pr. n. št. (Villanovska kultura). Vpliv etruščanske civilizacije je to območje dosegel v 7. do 6. stoletju, do konca 6. stoletja pa je bilo na mestu Bologne ustanovljeno etruščansko mesto Felsina. Do 4. stoletja pr. n. št. so mesto zasedli galski Boji in leta 196 pr. n. št. je postalo rimska kolonija in municipij z imenom Bonōnia.
V zadnjih letih Zahodnega rimskega cesarstva so Bologno večkrat oplenili Goti. V tem obdobju je legendarni škof Petronij po starih kronikah obnovil porušeno mesto in ustanovil baziliko svetega Štefana. Petronija še vedno častijo kot zavetnika Bologne.
Leta 727–28 so mesto oplenili in zavzeli Langobardi pod kraljem Liutprandom, ki je postalo del tega kraljestva. Ti germanski osvajalci so v bližini kompleksa sv. Štefana zgradili pomembno novo četrt, imenovano addizione longobarda (v prevodu "longobardski dodatek"). V zadnji četrtini 8. stoletja je Karel Veliki na zahtevo papeža Hadrijana I. vdrl v Langobardsko kraljestvo in povzročil njegov končni propad. Bologna, ki so jo leta 774 zasedle frankovske čete v imenu papeža, je ostala pod cesarsko oblastjo in je uspevala kot mejna marka Karolinškega imperija.
Bologna je bila središče oživljenega študija prava, vključno z učenjakom Irnerijem (okrog 1050 – po 1125) in njegovimi slavnimi študenti, Štirje bolonjski doktorji.
Po smrti Matilde Toskanske leta 1115 je Bologna od cesarja Henrika V. pridobila precejšnje koncesije. Ko pa je Friderik I. Barbarossa pozneje poskušal skleniti dogovor, se je Bologna pridružila Lombardski zvezi, ki je nato premagala cesarsko vojsko v bitki pri Legnanu in vzpostavil učinkovito avtonomijo z  Konstanškim mirom leta 1183. Kasneje se je mesto začelo hitro širiti in postalo eno glavnih komercialnih trgovskih središč severne Italije zahvaljujoč sistemu kanalov, ki so omogočali barkam in ladjam, da so prihajale in odhajale. Univerza v Bologni, ki naj bi bila ustanovljena leta 1088, velja za najstarejšo univerzo na svetu, ki neprekinjeno deluje. Univerza je nastala kot središče za študij srednjeveškega rimskega prava pod vodstvom velikih glosatorjev, vključno z Irnerijem. Med svoje učence je uvrstil Danteja, Boccaccia in Petrarco. Posebno slovela je medicinska fakulteta. Do leta 1200 je bila Bologna cvetoče trgovsko in obrtniško središče s približno 10.000 ljudmi.
Med kampanjo za podporo cesarskih mest Modene in Cremone proti Bologni je bil sin Friderika II., sardinski kralj Enzo, poražen in ujet 26. maja 1249 v bitki pri Fossalti. Čeprav je cesar zahteval njegovo izpustitev, je bil Enzo od takrat naprej kot viteški jetnik v Bologni, v palači, ki so jo po njem poimenovali Palazzo Re Enzo. Vsak poskus pobega ali njegove rešitve je propadel in umrl je po več kot 22 letih v ujetništvu. Po smrti njegovih polbratov Konrada IV. leta 1254, Friderika Antiohijskega leta 1256 in Manfreda leta 1266 ter po usmrtitvi njegovega nečaka Konradina leta 1268 je bil zadnji med dediči Hohenstaufnov.
V poznem 13. stoletju je Bologno prizadela politična nestabilnost, ko so se najuglednejše družine nenehno borile za nadzor nad mestom. Svobodna komuna je bila močno oslabljena zaradi desetletij notranjih spopadov, kar je papežu omogočilo, da je leta 1327 uvedel vladavino svojega odposlanca kardinala Bertranda du Pougeta. Du Pougeta je nazadnje odstavil ljudski upor in Bologna je leta 1334 postala sinjorija pod Taddeom Pepolijem. Do prihoda črne smrti leta 1348 je imela Bologna od 40.000 do 50.000 prebivalcev, ki so se po kugi zmanjšali na samo 20.000 do 25.000.
Leta 1350 je Bologno osvojil nadškof Giovanni Visconti, novi gospodar Milana. Toda po uporu mestnega guvernerja, odpadniškega člana družine Visconti, se je Bologno leta 1363 ponovno prevzel papež s kardinalom Gil Álvarez Carrillo de Albornozom po dolgih pogajanjih, ki so vključevala veliko odškodnino, plačano Bernabò Viscontiju, Giovannijevemu dediču, ki je umrl. leta 1354. Leta 1376 se je Bologna ponovno uprla papeški oblasti in se pridružila Firencam v neuspešni vojni Osmih svetnikov. Vendar pa so skrajni notranji spopadi znotraj Svetega sedeža po zahodnem razkolu preprečili papeštvu, da bi obnovilo svojo prevlado nad Bologno, tako da je ostala relativno neodvisna nekaj desetletij kot oligarhična republika. Leta 1401 je Giovanni I. Bentivoglio prevzel oblast z državnim udarom ob podpori Milana, vendar so Milančani, ki so jim obrnili hrbet in se povezali s Firencami, vkorakali v Bologno in Giovannija naslednje leto ubili. Leta 1442 je Annibale I. Bentivoglio, Giovannijev nečak, Milančanom povrnil Bologno, le da je bil tri leta pozneje umorjen v zaroti, ki jo je načrtoval papež Evgen IV. Sinjorija družine Bentivoglio je bila nato trdno uveljavljena in oblast je prešla na njegovega bratranca Santeja Bentivoglia, ki je vladal do leta 1462, sledil pa mu je Giovanni II. Slednji se je nekaj časa uspel upirati ekspanzionističnim načrtom Cesareja Borgie, toda 7. oktobra 1506 je papež Julij II. izdal bulo, s katero je Bentivoglia odstavil in izobčil ter mesto postavil pod interdikt. Ko so papeške čete skupaj s kontingentom, ki ga je poslal Ludvik XII. Francoski, korakale proti Bologni, so Bentivoglio in njegova družina pobegnili. Julij II. je 10. novembra zmagoslavno vstopil v mesto.

### Zgodnji novi vek
Obdobje papeške vladavine v Bologni (1506–1796) zgodovinarji na splošno ocenjujejo kot obdobje hudega zatona. Vendar to ni bilo očitno v 16. stoletju, ki so ga zaznamovali nekateri veliki dogodki. Leta 1530 so v Bologni kronali cesarja Karla V., zadnjega izmed cesarjev Svetega rimskega cesarstva, ki ga je okronal papež. Leta 1564 sta bila zgrajena Piazza del Nettuno in Palazzo dei Banchi, skupaj z Archiginnasio, glavno stavbo univerze. V obdobju papeške vladavine so zgradili tudi številne cerkve in druge verske objekte ter obnovili starejše. V tem času je imela Bologna šestindevetdeset samostanov, več kot katero koli drugo italijansko mesto. Slikarji, ki so v tem obdobju delali v Bologni, so ustanovili bolonjsko šolo, v kateri so delovali Annibale Carracci, Domenichino, Guercino in druge evropske slave.
Šele proti koncu 16. stoletja so se začeli kazati hudi znaki propada. Serija kug v poznem 16. do zgodnjem 17. stoletju je zmanjšala prebivalstvo mesta s približno 72.000 sredi 16. stoletja na približno 47.000 do leta 1630. Samo med italijansko kugo v letih 1629–1631 je Bologna izgubila do tretjino svojega prebivalstva. prebivalstva. Sredi 17. stoletja se je število prebivalcev ustalilo na približno 60.000, do sredine 18. stoletja pa se je počasi povečalo na približno 70.000. Gospodarstvo Bologne je začelo kazati znake hudega upada, ko so se svetovna središča trgovine premaknila proti Atlantiku. Tradicionalna industrija svile je bila v kritičnem stanju. Univerza je zaradi neliberalnega odnosa Cerkve do kulture (zlasti po procesu Galileju) izgubljala študente, ki so nekoč prihajali iz vse Evrope. Bologna je še naprej trpela zaradi postopne deindustrializacije tudi v 18. stoletju.
Sredi 18. stoletja je papež Benedikt XIV., Bolonjec, poskušal obrniti propad mesta z vrsto reform, namenjenih spodbujanju gospodarstva in spodbujanju umetnosti. Vendar so te reforme dosegle le mešane rezultate. Papeževa prizadevanja, da bi spodbudil propadajočo tekstilno industrijo, so bila malo uspešna, medtem ko je bil uspešnejši pri reformi davčnega sistema, liberalizaciji trgovine in omilitvi represivnega sistema cenzure.
Gospodarski in demografski propad Bologne je postal še bolj opazen v drugi polovici 18. stoletja. Leta 1790 je imelo mesto 72.000 prebivalcev in je bilo drugo največje v papeški državi; vendar je ta številka desetletja ostala nespremenjena.
V tem obdobju je papeška gospodarska politika vključevala visoke carine in koncesije monopolov posameznim proizvajalcem.

### Sodobna zgodovina
Napoleon je vstopil v Bologno 19. junija 1796. Za kratek čas je obnovil starodavni način vladanja in dal moč senatu, ki pa je moral priseči zvestobo kratkotrajni Cispadanski republiki, ki je bila na kongresu ustanovljena kot država stranka Prve francoske republike iz Reggia (27. december 1796 – 9. januar 1797), vendar ga je 9. julija 1797 nasledila Cisalpinska republika, kasneje Italijanska republika in nazadnje Kraljevina Italija. Po padcu Napoleona je dunajski kongres leta 1815 Bologno vrnil Papeški državi. Papeška vladavina je bila izpodbijana v uporih leta 1831. Vstale province so se nameravale združiti v Province Italiane Unite z Bologno kot glavnim mestom. Papež Gregor XVI. je prosil Avstrijo za pomoč proti upornikom. Metternich je posvaril francoskega kralja Ludvika Filipa I. pred vmešavanjem v italijanske zadeve in spomladi 1831 so avstrijske sile vkorakale po italijanskem polotoku in do 26. aprila porazile upor.
Do sredine 1840-ih so bile stopnje brezposelnosti zelo visoke in tradicionalne industrije so še naprej propadale ali izginile; Bologna je postala mesto ekonomskega nesorazmerja, pri čemer je 10 odstotkov najvišjega prebivalstva živelo od najemnine, nadaljnjih 20 odstotkov se je ukvarjalo s poklici ali trgovino, 70 odstotkov pa je delalo v slabo plačanih in pogosto negotovih delih. Papeški popis leta 1841 je poročal o 10.000 stalnih beračih in še 30.000 (od skupno 70.000 prebivalcev), ki so živeli v revščini. V revolucijah leta 1848 so bile avstrijske garnizije, ki so nadzorovale mesto v imenu papeža, začasno izgnane, vendar so se na koncu vrnile in zatrle revolucionarje.
Papeška vladavina se je dokončno končala po drugi vojni za italijansko neodvisnost, ko so francoske in piemontske čete izgnale Avstrijce iz italijanskih dežel, 11. in 12. marca 1860 pa je Bologna izglasovala, da se pridruži novi Kraljevini Italiji. V zadnjih desetletjih 19. stoletja je Bologna znova gospodarsko in družbeno uspevala. Leta 1863 je bil Neapelj z železnico povezan z Rimom, naslednje leto pa Bologna s Firencami. Bolonjske zmerne agrarne elite, ki so podpirale liberalne upore proti papeštvu in so bile občudovalke britanskega političnega sistema in proste trgovine, so si zamislile enotno nacionalno državo, ki bi odprla večji trg za množično kmetijsko proizvodnjo emilijskih nižin. Dejansko je Bologna Italiji dala enega prvih premierjev, Marca Minghettija.
Po prvi svetovni vojni je bila Bologna močno vpletena v socialistične vstaje Biennio Rosso. Posledično so tradicionalno zmerne elite mesta obrnile hrbet progresivni frakciji in podprle vzhajajoče fašistično gibanje Benita Mussolinija. Dino Grandi, visoki uradnik fašistične stranke in ministrstvo za zunanje zadeve, znan kot anglofil, je bil iz Bologne. V letih med vojnama se je Bologna razvila v pomembno proizvodno središče za predelavo hrane, kmetijske stroje in obdelavo kovin. Fašistični režim je vložil obsežne naložbe, na primer z ustanovitvijo ogromne tovarne za proizvodnjo tobaka leta 1937.

#### Druga svetovna vojna
Bologna je med drugo svetovno vojno utrpela veliko škodo. Strateški pomen mesta kot industrijskega in železniškega vozlišča, ki povezuje severno in osrednjo Italijo, je postal tarča zavezniških sil. 24. julija 1943 je močno zračno bombardiranje uničilo pomemben del zgodovinskega mestnega jedra in ubilo okoli 200 ljudi. Glavna železniška postaja in sosednja območja so bili močno prizadeti, 44 % stavb v središču pa je bilo uničenih ali hudo poškodovanih. Mesto je bilo 25. septembra ponovno močno bombardirano. V napadih, ki tokrat niso bili omejeni na središče mesta, je bilo ubitih 2481 ljudi in 2000 ranjenih. Do konca vojne je bilo uničenih ali poškodovanih 43 % vseh zgradb v Bologni.
Po premirju leta 1943 je mesto postalo ključno središče italijanskega odporniškega gibanja. 7. novembra 1944 v ostrem boju okoli Porta Lame, ki so ga vodili partizani 7. brigade Gruppi d'Azione Patriottica proti fašističnim in nacističnim okupacijskim silam, ni uspelo sprožiti splošnega upora, čeprav je bil eden največjih odporniških sil. vodil urbane konflikte v evropskem gledališču. Odporniške sile so vstopile v Bologno zjutraj 21. aprila 1945. Do takrat so Nemci že večinoma zapustili mesto zaradi zavezniškega napredovanja, ki so ga vodile poljske sile, ki so napredovale z vzhoda med bitko pri Bologni, ki je potekala od 9. aprila. Prvi je v središče prispel 87. pehotni polk furlanske bojne skupine pod poveljstvom generala Artura Scattinija, ki je v središče vstopil iz Porta Maggiore proti jugu. Ker so bili vojaki oblečeni v britanska oblačila, so sprva mislili, da so del zavezniških sil; ko so lokalni prebivalci slišali, da vojaki govorijo italijansko, so se zgrnili na ulice, da bi proslavili.

#### Obdobje hladne vojne
V povojnih letih je Bologna postala cvetoče industrijsko središče, pa tudi politična trdnjava italijanske komunistične partije. Med letoma 1945 in 1999 je mesto vodilo neprekinjeno zaporedje županov iz PCI in njenih naslednikov, Demokratske stranke levice in Demokratov levice, med katerimi je bil prvi Giuseppe Dozza. Konec 1960-ih so mestne oblasti, zaskrbljene zaradi množične gentrifikacije in suburbanizacije, prosile japonskega zvezdniškega arhitekta Kenza Tangea, naj naredi skico glavnega načrta za novo mesto severno od Bologne; vendar je bil projekt, ki je izšel leta 1970, ocenjen kot preambiciozen in drag. Sčasoma se je mestni svet, kljub vetu na Tangejev glavni načrt, odločil obdržati njegov projekt za novo razstavišče in poslovno okrožje. Konec leta 1978 se je začela gradnja stolpnice in več raznovrstnih stavb in objektov. Leta 1985 se je sedež regionalne vlade Emilije-Romanje preselil v novo okrožje.
Leta 1977 je bila Bologna prizorišče nemirov, povezanih z gibanjem 1977, spontanim političnim gibanjem tistega časa. Policijsko streljanje na skrajnega levičarskega aktivista Francesca Lorussa je sprožilo dva dni uličnih spopadov. 2. avgusta 1980, na vrhuncu »svinčenih let«, je bila na glavni železniški postaji v Bologni sprožena teroristična bomba, ki je ubila 85 ljudi in ranila 200, dogodek, ki je v Italiji znan kot bolonjski masaker. Leta 1995 so bili člani neofašistične skupine Nuclei Armati Rivoluzionari obsojeni za izvedbo napada, medtem ko je bil Licio Gelli - veliki mojster podtalne prostozidarske lože Propaganda Due (P2) - obsojen zaradi oviranja preiskave, skupaj s tremi agenti tajna vojaška obveščevalna služba SISMI (vključno s Francescom Pazienzo in Pietrom Musumecijem). V Bologni vsako leto 2. avgusta potekajo komemoracije, vrhunec pa je koncert na glavnem trgu.

#### 21. stoletje
Leta 1999 je dolgo tradicijo levičarskih županov prekinila zmaga neodvisnega desnosredinskega kandidata Giorgia Guazzaloce. Vendar pa je Bologna ponovno zaživela leta 2004, ko je Sergio Cofferati, nekdanji sindikalni vodja, odstavil Guazzaloco. Naslednji levosredinski župan Flavio Delbono, izvoljen junija 2009, je odstopil januarja 2010, potem ko je bil vpleten v korupcijski škandal. Po 15-mesečnem obdobju, v katerem je mesto vodila Anna Maria Cancellieri (kot prefekt, ki ga je imenovala država), je bil za župana izvoljen Virginio Merola, ki je vodil levo koalicijo, ki so jo sestavljale Demokratska stranka, Levica Ecology Freedom in Italija vrednot. Leta 2016 je bil Merola potrjen za župana in premagal konservativno kandidatko Lucio Borgonzoni. Leta 2021, po desetih letih županovanja Merole, je bil eden njegovih najbližjih zaveznikov Matteo Lepore izvoljen za župana z 61,9 % glasov in tako postal župan Bologne z največ glasovi od uvedbe neposrednih volitev leta 1995.

## Geografija
Bologna leži na robu Padske nižine ob vznožju Apeninov, na stičišču dolin rek Reno in Savena. Ker dva glavna vodotoka Bologne tečeta neposredno v morje, mesto leži zunaj porečja reke Pad. Pokrajina Bologna se razteza od zahodnega roba Padske nižine na meji s Ferraro do toskansko-emilijskih Apeninov. Središče mesta je 54 metrov nad morsko gladino (medtem ko se višina znotraj občine giblje od 29 metrov v predmestju Corticella do 300 metrov v Sabbiunu in Colle della Guardia). Najvišja točka v provinci je vrh Corno alle Scale (v Lizzanu v Belvederu) na 1945 metrih nadmorske višine.
Bologna ima vlažno subtropsko podnebje srednje zemljepisne širine s štirimi sezonami (Köppnova podnebna klasifikacija: Cfa).
Letna količina padavin je okoli 650–700 mm, pri čemer večina običajno pade spomladi in jeseni. Sneg ni neobičajen med koncem novembra in začetkom marca; eden najbolj sneženih mesecev v zadnjem desetletju je bil februar 2012.

## Mestna pokrajina
Do poznega 19. stoletja, ko so se lotili obsežnega projekta urbane prenove, je bila Bologna eno redkih preostalih velikih obzidanih mest v Evropi; do danes in kljub temu, da je leta 1944 utrpela veliko škodo v bombardiranju, je s 142 hektari zgodovinsko središče Bologne drugo največje v Evropi, ki vsebuje ogromno bogastvo pomembnih srednjeveških, renesančnih in baročnih umetniških spomenikov.
Bologna se je razvila ob Via Emilia kot etruščanska in kasneje rimska kolonija; Via Emilia še vedno poteka naravnost skozi mesto pod spreminjajočimi se imeni Strada Maggiore, Rizzoli, Ugo Bassi in San Felice. Osrednje ulice Bologne, ki so danes večinoma namenjene pešcem, zaradi svoje rimske dediščine sledijo mrežnemu vzorcu rimske naselbine. Prvotno rimsko obzidje je nadomestil visokosrednjeveški sistem utrdb, katerega ostanki so še vedno vidni, in nazadnje tretji in zadnji sklop obzidij, zgrajen v 13. stoletju, od katerega so ohranjeni številni deli. Od 180, ki so jih zgradili v 12. in 13. stoletju pred prihodom enotne meščanske oblasti, ni ostalo več kot dvajset srednjeveških obrambnih stolpov. Najbolj znana bolonjska stolpa sta "Due Torri" (Asinelli in Garisenda), katerih ikonične nagnjene oblike so priljubljen simbol mesta.
Mestno podobo dodatno bogatijo elegantni in obsežni portiki, po katerih je mesto znano. Skupno je v zgodovinskem središču mesta približno 38 kilometrov, ki omogočajo hojo na dolge razdalje v zavetju pred naravnimi elementi.
Portico di San Luca je verjetno najdaljši na svetu.[64] Povezuje Porta Saragozza (ena od dvanajstih vrat starodavnega obzidja, zgrajenega v srednjem veku, ki je obkrožalo 7,5 km dela mesta) s svetiščem Madonne di San Luca, cerkvijo, ki so jo začeli graditi leta 1723 na mesto stavbe iz 11. stoletja, ki so jo povečali že v 14. stoletju, vidno stoji na vzpetini (289 metrov) s pogledom na mesto, ki je ena glavnih znamenitosti Bologne. 666 obokov, dolgih skoraj štiri kilometre (3796 m), učinkovito povezuje San Luco, kot se cerkev običajno imenuje, s središčem mesta. Portiki nudijo zavetje tradicionalni procesiji, ki vsako leto od leta 1433 nosi bizantinsko ikono Madone z otrokom, ki jo pripisujejo  evangelistu Luku, do Bolonjske stolnice med praznikom vnebohoda.
Leta 2021 so bili portiki vpisani na Unescov seznam svetovne dediščine.
Bazilika San Petronio, zgrajena med letoma 1388 in 1479 (vendar še vedno nedokončana), je deseta največja cerkev na svetu po prostornini, dolga je 132 metrov in široka 66 metrov, medtem ko obok v notranjosti doseže 45 metrov, na fasadi pa 51 metrov. S prostornino 258.000 m3 je največja (gotska ali drugačna) cerkev iz opeke na svetu. Bazilika svetega Štefana in njeno svetišče sta med najstarejšimi stavbami v Bologni, saj sta bila po izročilu zgrajena v 8. stoletju na mestu starodavnega templja, posvečenega egipčanski boginji Izidi. Bazilika svetega Dominika je primer romanske arhitekture iz 13. stoletja, obogatena z monumentalnimi grobnicami velikih bolonjskih glosatorjev Rolandina de'Passeggerija in Egidia Foscherarija. Bazilike sv. Frančiška, Santa Maria dei Servi in  San Giacomo Maggiore so drugi veličastni primeri arhitekture iz 14. stoletja, pri čemer slednja vsebuje tudi renesančne umetnine, kot je Bentivogliov oltar Lorenza Coste. Nazadnje, cerkev San Michele in Bosco je verski kompleks iz 15. stoletja, ki je na hribu nedaleč od zgodovinskega središča mesta.

## Gospodarstvo
Kar zadeva skupni BDP, je metropolitansko mesto Bologna leta 2017 ustvarilo vrednost približno 35 milijard EUR (40,6 milijarde USD), kar ustreza 34.251 EUR (40.165 USD) na prebivalca, kar je tretja najvišja vrednost med italijanskimi provincami (za Milanom in Bolzanom/Boznom).
Za gospodarstvo Bologne je značilen cvetoč industrijski sektor, ki se tradicionalno osredotoča na preoblikovanje kmetijskih in zootehničnih proizvodov (Eridania, Granarolo, Segafredo Zanetti, Conserve Italia), strojev (Coesia, IMA, Sacmi), gradbeništva oprema (Maccaferri); energija (skupina Hera), avtomobilska industrija (Ducati, Lamborghini), obutev, tekstil, inženiring, kemija, tiskarstvo in založništvo (Cappelli, il Mulino, skupina Monrif, Zanichelli).
Zlasti Bologna velja za središče tako imenovane "embalažne doline", območja, znanega po visoki koncentraciji podjetij, specializiranih za proizvodnjo avtomatskih pakirnih strojev (Coesia, IMA). Poleg tega je Bologna znana po svoji gosti mreži zadrug, značilnost, ki sega v socialne boje kmetov in delavcev v 19. stoletju in ki danes proizvede do tretjino svojega BDP in zaseda 265 tisoč ljudi v Regija Emilija-Romanja.

## Demografija
Konec leta 2016 je imelo ožje mesto 388.254 prebivalcev (medtem ko jih 1 milijon živi na širšem območju Bologne), v provinci Bologna, deželi Emilija-Romanja, od tega je bilo 46,7 % moških in 53,3 % žensk. Mladoletnikov (otroci do 18. leta starosti) je bilo 12,86 odstotka prebivalstva, upokojencev pa 27,02 odstotka. To je v primerjavi z italijanskim povprečjem, ki znaša 18,06 odstotka (mladoletniki) in 19,94 odstotka (upokojenci). Povprečna starost prebivalca Bologne je 51 let v primerjavi z italijanskim povprečjem 42 let. V petih letih med 2002 in 2007 je prebivalstvo Bologne naraslo za 0,0 odstotka, medtem ko je celotna Italija narasla za 3,56 odstotka.

## Kultura
Skozi stoletja je Bologna pridobila številne vzdevke: »mastna« (la grassa) se nanaša na njeno kuhinjo, v kateri so najbolj znane specialitete pripravljene iz bogatega mesa (zlasti svinjine), jajčnih testenin in mlečnih izdelkov, kot sta maslo in parmezan. Drugi vzdevek, ki se ga je prijelo mesto, je »rdeča« (la rossa), ki je bil prvotno uporabljen kot referenca za barvo stavb v središču mesta, kasneje pa je postalo povezano s komunistično ideologijo, ki jo je podpirala večina prebivalstva, zlasti po drugi svetovni vojni: do izvolitve desnosredinskega župana leta 1999 je mesto slovelo kot oporišče italijanske komunistične partije. Leva sredina je znova prevzela oblast na županskih volitvah leta 2004, ko je bil izvoljen Sergio Cofferati. Bilo je eno prvih evropskih mest, ki je eksperimentiralo s konceptom brezplačnega javnega prevoza. Bologna ima tudi dva druga vzdevka: prvi, »stolpnata« (la turrita), se nanaša na veliko število srednjeveških stolpov, ki jih je mogoče najti v mestu, čeprav danes stoji le še 24 stolpov. Drugi, »učen« (la dotta), se nanaša na njeno univerzo.

### Univerza
Univerza v Bologni je bila ustanovljena leta 1088 in velja za najstarejšo univerzo na svetu. Po lestvici QS University Rankings je bolonjska univerza 4. italijanska univerza in 180. na svetu.
Veliko število študentov, ki prihajajo iz vse Italije in sveta (v Bologni je več kampusov tujih univerz, vključno z Univerzo Johns Hopkins, Dickinson College, Univerzo Indiana, Univerzo Brown, Univerzo v Kaliforniji in drugimi) precej vpliva na vsakdanje življenje. Prispeva k poživitvi mestnega jedra (območja, kjer je povprečna starost prebivalcev zelo visoka) in pomaga spodbujati kulturne pobude, po drugi strani pa ustvarja probleme javnega reda in ravnanja z odpadki, ki izhajajo iz živahno nočno življenje univerzitetne četrti.

### Kuhinja
Bologna je znana po kulinarični tradiciji. Je domovina slavne bolonjske omake, mesne omake za testenine. V Italiji se imenuje ragù in se bistveno razlikuje od sorte, ki jo najdemo po svetu. V Bologni omako postrežejo predvsem s tagliatelami, postrežba s špageti pa velja za čudno.
Bogata lokalna kuhinja, ki leži v rodovitni dolini reke Pad, je močno odvisna od mesa in sirov. Tako kot v vsej Emiliji-Romanji je proizvodnja suhomesnatih svinjskih mesnin, kot so pršut, mortadela in salumi, pomemben del lokalne prehrambene industrije. Dobro cenjeni bližnji vinogradi vključujejo Pignoletto dei Colli Bolognesi, Lambrusco di Modena in Sangiovese di Romagna. Tagliatelle z ragùjem, lazanje, tortelini v juhi in mortadela, originalna bolonjska klobasa, so med lokalnimi specialitetami.
Tradicionalne bolonjske sladice so pogosto povezane s prazniki, kot so fave dei morti ("piškotki mrtvih"), raznobarvni piškoti iz mandljeve paste, narejeni za dan vseh svetih, z marmelado polnjeni piškoti raviole, ki jih postrežejo na dan svetega Jožefa, in pustne slaščice, znane kot sfrappole, rahlo in nežno ocvrto pecivo, prelito s sladkorjem v prahu, certosino ali panspeziale (»kartuzija« ali »lekarniška torta«), začinjena torta, ki jo postrežejo na božič. Torta di riso, kremi podobna torta iz mandljev, riža in amaretta, se pripravlja skozi vse leto, prav tako zuppa Inglese.

## Mednarodne povezave
Bologna je pobratena z:
- Coventry, Anglija, ZK, od 1984
- Harkov, Ukrajina, od 1966
- Leipzig, Nemčija, od 1962
- La Plata, Argentina, od 1988
- Portland, Oregon, ZDA, od 2003
- Saint-Louis, Senegal, od 1991
- St. Louis, ZDA, od 1987
- San Carlos, Río San Juan, Nikaragva, od 1988
- Solun, Grčija, od 1981
- Toulouse, Francija, od 1981
- Tuzla, Bosna in Hercegovina, od 1994
- Valencia, Španija, od 1980
- Zagreb, Hrvaška, od 1961
- Prijepolje, Srbija, od 1966